# オゾンホール

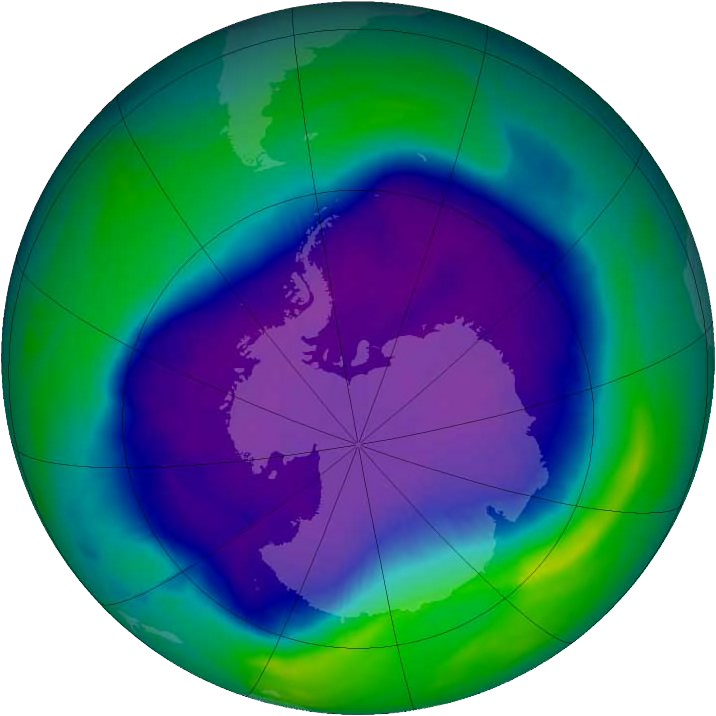
2006年9月のオゾンホール極大時の南半球のオゾン濃度分布。低濃度を示す紫や青が南極に分布。

オゾンホール（英語: Ozone hole）は、南極や北極上空の成層圏のオゾン層における春期のオゾンの濃度の減少を指す。

## 歴史
春から初夏にかけてのオゾンの減少は、1970年代前半には発生していたことがわかっている。

### 発見
人工衛星から地球を撮影した画像で、まるで穴があいたように見えることからオゾンホールと呼ばれるようになった。南極上空のオゾンが毎年春期に減少することの発見は、ジョセフ・ファーマン、ブライアン・ガードナー、ジョナサン・シャンクリンの1985年の論文 (Farman et al. 1985 "Large losses of total ozone in Antarctica reveals seasonal ClOx/NOx interaction." Nature, 315, 207-210) によって発表されているが、最初の報告は1983年12月の極域気水圏シンポジウムおよび翌1984年ギリシャで開かれたオゾンシンポジウムでの、気象庁気象研究所（当時）の忠鉢繁らによる日本の南極昭和基地の観測データの国際発表である。
その後、ストラスキーらが人工衛星ニンバス7号の解析映像を発表し(Stolarski et al. 1986 "Nimbus 7 satellite mesurements of the spring time Antarctic ozone decrease" Nature, 322, 808-811)、オゾンホールがマスメディアを通じて一般に認知されるようになった。

### モントリオール議定書
1987年のモントリオール議定書(Montreal Protocol)により、オゾン層破壊物質の削減・廃止への道筋が定められた。この議定書では、5種類のフロンについて1998年までに半減すること、3種類のハロン（フッ化炭素類）を1992年以降に増加させないことが定められている。
2022年現在、この議定書の締約国は、198か国及びEUである。日本では1988年に、「オゾン層保護法」が制定され、1989年7月より、フロン等の生産規制が始まっている。

### 近状
- 2002年には、オゾンホールが2つに分裂したが、これは最高気温のためと言われている。
- 2003年には、いままでで最大のオゾンホールの発生が確認された。
- NASAが発表した2015年の調査結果では、モントリオール議定書以降の取り組みによりオゾンホールは着実に縮んでおり、21世紀末にはこの問題は解決する見通しである[2]。
- 2019年は、南極オゾンホールの最大面積が1990年以降最小となり、消滅が最も早かった。この原因を気象庁は、南極域上空の冬の気温が高い特異な状態によるとしている[3]。

## 特徴
1. 南極上空に顕著にあらわれる。
2. 春から初夏の極夜にかけてあらわれる。
3. 年々規模が拡大する。

オゾンがもっとも減少するのは、成層圏の下層部分であるが、オゾンホールは単位面積あたりのオゾン全量（ドブソン単位によって計測される）によって示させるのが普通である。

## 発生原因

南半球の極渦内で季節とともに進行する、オゾン破壊に関与する物質の濃度（上）と気温（下）の変化を示すグラフ

オゾンホールの発生は、フロンやハロンが紫外線によって分解（破壊）され、生成した塩素ラジカルが触媒としてオゾンを破壊するために引き起こされると言われている。この作用は、極成層圏雲と呼ばれる氷の雲の存在によって早められる。極成層圏雲を反応の媒体として、気相-固相の不均一反応が起こり、オゾンが急速に破壊されることが知られている。
極成層圏雲の存在は、冬の間に急激にエアロゾルが増加することによって判明してきた。火山により硫酸エアロゾルが放出されるとオゾン層破壊が顕著に観測される。極成層圏雲は、低温であるほど発生しやすい。南極の場合、極渦と呼ばれる強い偏西風帯が南北方向の熱輸送を阻害することにより、放射冷却で気温が低下しやすく、極成層圏雲が生成しやすい。
北極でもオゾンホールの存在は確認されているが、南極ほど大きくない。南半球は陸地が少なく、起伏の大きな地形も少ないが、北半球の場合、チベット高原、ロッキー山脈のような大規模山塊があり、陸地と海洋のコントラストも大きい。このため、北半球では大規模山塊や海陸のコントラストで励起されたロスビー波が成層圏に伝播して極渦を弱め、南極に比べて気温が低下せず、極成層圏雲が生成されにくい。

## 影響

### 紫外線の増大
オゾンは大気中では微量な存在に過ぎないが、太陽光に含まれる紫外線を吸収し、地上に紫外線を到達させない役割を担っている。
オゾンが減少すると対流圏に紫外線が到達し、成層圏で起きていたオゾン生成の光化学反応が対流圏で生じるようになるが、対流圏でのオゾンは存在期間が短いため、地表へはより多くの紫外線が到達することになる。

### 地球温暖化への影響
成層圏では対流圏よりも強力な紫外線が酸素に当たる。その際に光化学反応が起きオゾンが発生するが、それに伴い熱も発生させるため成層圏では高度の上昇に伴い気温が上昇する。近年、成層圏ではオゾン層の希薄化に伴う光化学反応の減少と思われる気温の低下が報告されており、その代わりに対流圏付近でその光化学反応が行われ気温が上昇する事が考えられる。またオゾンホールの形成により通常よりも明るい色の雲が形成され、これが太陽光をより多く遮断するため温暖化を防いでいるとする研究結果も報告されている。

### 人体・生物への影響
南極圏でのオゾンホールは、オーストラリアやニュージーランドの南部にまで広がることがある。そのため、この地域での紫外線の増大は、帽子をかぶらないと肌が荒れてしまうほど強烈であるし、ヒトの健康に無視できない影響を及ぼす。定住人口が多い北極圏においても健康被害が懸念されている。
強度の紫外線は、皮膚がんを誘発する要因になる。紫外線の10%の増大は、男性に対しては19%、女性に対しては16%の皮膚がんの増加になるという研究結果もある。太陽光に含まれる紫外線A波・B波・C波が、細胞やDNAを傷つけてしまう。これらの地上到達を減らすオゾン層が減少すると、あらゆる生物の身体に悪い影響を及ぼす。